# Charles M. Thomson

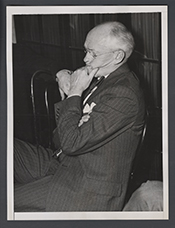
Charles M. Thomson

Charles Marsh Thomson (* 13. Februar 1877 in Chicago, Illinois; † 30. Dezember 1943 ebenda) war ein US-amerikanischer Politiker. Zwischen 1913 und 1915 vertrat er den Bundesstaat Illinois im US-Repräsentantenhaus.

## Werdegang
Charles Thomson besuchte die öffentlichen Schulen seiner Heimat und die Chicago Manual Training School. Danach studierte er am Washington and Jefferson College in Washington (Pennsylvania). Nach einem anschließenden Jurastudium an der Northwestern University in Evanston und seiner 1902 erfolgten Zulassung als Rechtsanwalt begann er in diesem Beruf zu arbeiten. Gleichzeitig schlug er eine politische Laufbahn ein. In den Jahren 1908, 1910 und 1912 wurde er in den Stadtrat von Chicago gewählt. Politisch schloss er sich der vom früheren US-Präsidenten Theodore Roosevelt gegründeten Progressive Party an.
Bei den Kongresswahlen des Jahres 1912 wurde Thomson im zehnten Wahlbezirk von Illinois in das US-Repräsentantenhaus in Washington, D.C. gewählt, wo er am 4. März 1913 die Nachfolge des Republikaners George Edmund Foss antrat. Da er im Jahr 1914 nicht bestätigt wurde, konnte er bis zum 3. März 1915 nur eine Legislaturperiode im Kongress absolvieren. Zwischen 1915 und 1927 arbeitete Charles Thomson als Richter an verschiedenen Gerichten. Danach praktizierte er wieder als Rechtsanwalt. Von 1933 bis 1939 war er Kurator der Chicago and Eastern Illinois Railroad; und danach übte er die gleiche Funktion bis zu seinem Tod bei der Chicago & North Western Railroad aus.